# Amédée d'Oscheret
Amédée d'Oscheret (790-867), comte d'Oscheret (dans le royaume de Bourgogne), comte bénéficiaire des pays de Langres, Dijon et Tonnerre, il fut peut-être abbé laïc de Saint-Cosme de Chalons.

## Biographie

Les pagi bourguignons au IXe siècle.

L'apparition d'Amédée en Bourgogne serait à rapprocher de l'emprise alémano-bavaroise sur le siège épiscopal Langrois, à partir de 769. Ce changement radical était similaire dans toutes les cités épiscopales bourguignonnes, et faisait partie des divisiones opérées en grande partie par Pépin le Bref pour éradiquer toute résistance, et affirmer la domination Carolingienne en Bourgogne.
L'ascendance d'Amédée n’est pas connue, mais son nom serait peut-être une adaptation du nom Amalbert. On le rapproche à un comte Bavarois nommé Hamadeo, actif entre 799 et 808 dans les localités de Freising, Tegernsee et Ratisbonne. Cet Hamadeo était un proche (parent ?) d'Autcharius, fondateur de l'abbaye de Saint-Quirin de Tegernsee et de son frère Adalbertus qui en devient le premier abbé. Amédée ferait donc partie de la noble famille des Hachiligen.
Amédée (Amadeus en latin) a pour enfants :
- Mile Ier, comte de Langres et de Dijon ;
- Anschaire (fl. 858) ;
- Otte Ier, possible parent de Anschaire Ier d'Ivrée.